# Чолок-Тума
Чолок-Тума (кирг. Чолок-Тума) — село в Ала-Букинском районе Джалал-Абадской области Кыргызстана. Входит в состав Оруктунского айылного аймака.

## География
Село расположено в юго-западной части области, на правом берегу реки Орюктю, к северу от Касан-Сайского водохранилища, на расстоянии приблизительно 4 километров (по прямой) к западо-юго-западу от села Ала-Бука, административного центра района. Абсолютная высота — 1189 метров над уровнем моря.

## Население
Согласно оценочным данным Национального статистического комитета Кыргызской Республики, численность населения села на начало 2023 года составляла 966 человек.
| год     | 2009 | 2014 | 2015 | 2020 | 2021 | 2023 |
| ------- | ---- | ---- | ---- | ---- | ---- | ---- |
| человек | 598  | 634  | 729  | 876  | 895  | 966  |